# IMI Negev
IMI Negev je proizvod izraelske koorporacije Israel Military Industries in predstavlja standardni puškomitraljez Izraelskih oboroženih sil.

## Zgodovina
Zasnovanje Negeva se je končalo leta 1995. Leta 1996 je potekalo praktično preizkuševanje orožja in že leta 1997 je Negev sprejet kot standardni puškomitraljez Izraelskih oboroženih sil.